# ليندا بيلينجهام
ليندا بيلينجهام (بالإنجليزية: Lynda Bellingham)‏ هي مقدمة تلفزيونية وممثلة بريطانية، ولدت في 31 مايو 1948 بمونتريال في كندا، وتوفيت في 19 أكتوبر 2014 بلندن في المملكة المتحدة بسبب سرطان القولون.

## وصلات خارجية
- ليندا بيلينجهام على موقع IMDb (الإنجليزية)
- ليندا بيلينجهام على موقع ألو سيني (الفرنسية)
- ليندا بيلينجهام على موقع أول موفي (الإنجليزية)
- ليندا بيلينجهام على موقع قاعدة بيانات الفيلم (الإنجليزية)
- ليندا بيلينجهام على موقع كينوبويسك (الروسية)